# 이재성 (1988년)
이재성 (李宰誠, 1988년 7월 5일 ~) 은 대한민국의 축구 선수로 현재 태국 리그 1의 무앙통 유나이티드에서 수비수로 활동하고 있다.

## 클럽 경력
2009년 K리그 드래프트 1순위로 수원 삼성 블루윙즈에 입단하였다. 2009년 9월 26일에 열린 경남 FC와의 경기에서 프로 데뷔골을 기록했다. 2009시즌에 이재성은 11경기 출전하여 1골을 기록하였다.
2010시즌을 앞두고 염기훈과 트레이드를 통해 울산 현대에 임대 이적하였으며 13경기 출전을 기록했다.
그 후, 울산으로 완전 이적하였고, 주전으로 기용되어 2011 리그컵 우승, 2011 K리그 준우승에 일조하였으며, 2012년에는 팀의 AFC 챔피언스리그 우승에 일조하였다.
2012년 시즌 후 팀 동료 이근호, 이호와 함께 상무에 입대하여 상무의 2013년 K리그 챌린지 우승과 K리그 클래식 승격에 큰 공헌을 하였으며, 2013 K리그 챌린지 베스트 11에 선정되었다. 그 이후, 2014년 9월 16일에 팀 동료 이호와 함께 전역하여 팀에 복귀하였다.
2015 시즌 도중 10월 4일 대전월드컵경기장에서 펼쳐진 대전과의 2015년 현대오일뱅크 K리그 클래식 33라운드에서 전반 종료 직전 안세희와 공중볼을 다투다가 왼쪽 눈두덩이가 골절되는 부상을 당해 시즌을 마감하였다.
2016 시즌이 끝난 후, 팀 동료인 이용과 함께 전북 현대 모터스로 트레이드를 통해 전격 이적하였다.
2019시즌을 앞두고 인천 유나이티드에 입단했다.
2020-21시즌 겨울 이적시장을 통해 타이 리그 1의 랏차부리 미트르 폴에 입단했다.
2022 시즌을 앞두고 충남 아산 FC에 입단했다.
2023 시즌을 앞두고 수원 FC로 이적하였다.

## 국가대표팀 경력
2011년 8월 대한민국 축구 국가대표팀에 발탁되었으며 8월 10일, 일본 삿포로 돔에서 열린 대한민국과 일본의 국가대표팀 평가전에서 선발 출장하며 A매치 데뷔전을 치렀다.

## 수상

### 클럽

#### 울산 현대
- 리그컵
  - 우승 1회 : 2011
- AFC 챔피언스리그
  - 우승 1회 : 2012

#### 상주 상무
- K리그 챌린지
  - 우승 1회 : 2013

#### 전북 현대 모터스
- K리그1
  - 우승 2회 : 2017, 2018

### 개인
- K리그 챌린지 베스트 11: 2013